# Щербацький Юрій
Щербацький Юрій (Георгій), світське ім'я Григорій (нар.1725 — пом. 1754) — богослов, філософ, письменник, культурний та церковний діяч, ієромонах Києво-Софійського монастиря, викладач піїтики в Київській Академії.

## Життєпис
Народився у с. Рогозові Переяславського полку в козацькій родині, небіж Київського митрополита Тимофія Щербацького.
У 1737—1743 роках навчався у КМА, в 1749—1753 роках — викладав тут поетику, риторику, грецьку мову й філософію.
1749 року прийняв чернечий постриг, рукопокладений на диякона, а згодом — ієромонаха.
З 1752 року — префект КМА, а у серпні 1753 року переведений, за наказом Синоду, до Московської слов'яно-греко-латинської академії.
Філософський курс Щербацького, прочитаний упродовж 1751—1752 років, мав яскраво виражену картезіанську спрямованість та зорієнтований на підручник послідовника Декарта професора Сорбони Пурхоція. В основу філософського мислення він кладе принцип очевидності, який передбачає необхідність перевірки будь-якого знання за допомогою природного світла розуму або світла філософії.
Автор драми «Трагедокомедія, нарицаемая Фотій», виставленої 1749 (вид. М. Петрова 1877), редактор грецької граматики Варлаама Лящевського (Лейпциг, 1746).